# Mire jó a pletyka?
A Mire jó a pletyka? (eredeti címe: Přítelkyně pana ministra) 1940-ben bemutatott csehszlovák romantikus vígjáték, amelyet Vladimír Slavínský írt és rendezett. A főbb szerepekben Oldřich Nový, Adina Mandlová és Jaroslav Marvan. 1940. március 22-én mutatták be Csehszlovákiában. Magyarországon az M1 csatorna adta le először 1990. július 22-én.

## Cselekmény
Julinka Svobodová gépírónő a híres Hrubý és fia vállalatnál. Julinka keresete nevetségesen alacsony, de jól dolgozik. Egy nap a legnagyobb pletykafészek kiszúrja őt a liftben a miniszterrel, aki egy épületben lakik vele. Ez az ártatlan pletyka elterjed az egész házban, és még a céghez is eljut, ahol Julinka dolgozik. Az idős gyártulajdonos és fia, Jan úgy döntenek, hogy Julinkát az igazgató titkárnőjévé léptetik elő. Julinkának fogalma sincs arról, hogy mindenki azt hiszi róla, hogy jó kapcsolatot ápol a miniszterrel. Mikor egy nap az újságok a Hrubý és fia vállalatot rágalmazzák, Jan megkéri a nőt, hogy beszéljen a miniszterrel. Habár a nő zavartan megígéri ezt, a miniszter végül magától követel helyreigazítást az újságoktól. 
Az apa és fia megörülnek a fejleménynek, és elhalmozzák figyelmükkel Julinkát. Jan közben rájön, hogy beleszeretett a nőbe, és vacsorázni hívja, majd bemutatja az édesanyjának. Mikor szerenádot ad Julinkának, a nő is rájön, hogy tetszik neki a férfi. A pletyka azonban hamar megfordul, és Jan fülébe jut, hogy Julinka a miniszter kedvese. A nő egyszer és mindenkorra tisztázza magát a férfi előtt, és semmi sem állhat boldogságuk útjába.

## Szereplők
| Szerep                  | Színész             | Magyar hangja   |
| ----------------------- | ------------------- | --------------- |
| Julinka Svobodová       | Adina Mandlová      | Kovács Nóra     |
| Jan Hrubý               | Oldřich Nový        | Láng József     |
| František Hrubý         | František Paul      | Tyll Attila     |
| Marie Hrubá             | Zdenka Baldová      | Kelemen Éva     |
| Dr. Jaroslav Horák      | Jaroslav Marvan     | Képessy József  |
| Pokorná asszony         | Světla Svozilová    | Gór Nagy Mária  |
| Karel Hájek             | Raoul Schránil      |                 |
| Mirek Lukeš             | Bedřich Veverka     |                 |
| R. Rossi-Rosůlek        | Václav Vydra        |                 |
| G. Rossi-Rosůlek        | Vladimír Řepa       |                 |
| Evžen Lesný             | Jiří Vondrovič      |                 |
| Dr. Konícek             | Jaroslav Sadílek    | Szokolay Ottó   |
| Konícekné               | Marie Rosulková     | Földessy Margit |
| cégvezető               | František Kreuzmann | Kautzky József  |
| Horák miniszter titkára | Bohuš Záhorský      |                 |